# Pumpel·lyïta-(Fe³⁺)
La pumpel·lyïta-(Fe³⁺) és un mineral de la classe dels silicats, que pertany al grup de la pumpel·lyita. El nom va ser proposat el 1973 per la seva relació amb les altres espècies minerals del grup de la pumpel·lyita.

## Característiques
La pumpel·lyïta-(Fe³⁺) és un silicat de fórmula química Ca₂Fe³⁺Al₂(Si₂O₇)(SiO₄)(OH,O)₂(H₂O). Cristal·litza en el sistema monoclínic.
Segons la classificació de Nickel-Strunz, la pumpel·lyïta-(Fe³⁺) pertany a «09.B - Estructures de sorosilicats amb grups barrejats de SiO₄ i Si₂O₇; cations en coordinació octaèdrica [6] i major coordinació» juntament amb els següents minerals: al·lanita-(Ce), al·lanita-(La), al·lanita-(Y), dissakisita-(Ce), dol·laseïta-(Ce), epidota, epidota-(Pb), khristovita-(Ce), mukhinita, piemontita, piemontita-(Sr), manganiandrosita-(La), tawmawita, manganipiemontita-(Sr), ferrial·lanita-(Ce), clinozoisita-(Sr), manganiandrosita-(Ce), dissakisita-(La), vanadoandrosita-(Ce), uedaïta-(Ce), epidota-(Sr), al·lanita-(Nd), ferrial·lanita-(La), åskagenita-(Nd), zoisita, macfal·lita, sursassita, julgoldita-(Fe²⁺), okhotskita, pumpel·lyïta-(Fe²⁺), pumpel·lyïta-(Al), pumpel·lyïta-(Mg), pumpel·lyïta-(Mn²⁺), shuiskita, julgoldita-(Fe³⁺), clinozoisita, poppiïta, julgoldita-(Mg), ganomalita, rustumita, vesuvianita, wiluïta, manganovesuvianita, fluorvesuvianita, vyuntspakhkita-(Y), del·laïta, gatelita-(Ce) i västmanlandita-(Ce).

## Formació i jaciments
S'ha trobat a Itàlia, Noruega i els EUA.